# Robert D. Holmes

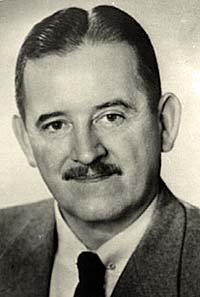
Robert D. Holmes

Robert Denison Holmes (* 11. Mai 1909 in Canisteo, Steuben County, New York; † 6. Juni 1976 in Seaside, Oregon) war ein US-amerikanischer Politiker der Demokratischen Partei und von 1957 bis 1959 der 28. Gouverneur des Bundesstaates Oregon.

## Frühe Jahre und politischer Aufstieg
Robert Holmes besuchte die örtlichen Schulen seiner Heimat. Nach seinem Umzug nach Oregon arbeitete er für kurze Zeit im Zeitungsgeschäft. Danach studierte er bis 1932 an der University of Oregon. Holmes ließ sich im Clatsop County nieder, wo er in das Radio- und Werbegeschäft einstieg. Zwischen 1943 und 1957 war er Manager eines Radiosenders namens „KAST“. In den 1940er Jahren war er auch Mitglied des Schulausschusses in seinem Heimatbezirk.
Ursprünglich war Holmes Mitglied der Republikanischen Partei. Er wechselte aber schon früh zu den Demokraten über, für die er dann im Jahr 1948 in den Senat von Oregon gewählt wurde. Im Senat setzte er sich für die Verbesserung der Bildungspolitik in Oregon ein. Er war entgegen dem konservativen Trend jener Tage eher liberal eingestellt und sprach sich gegen einen Treueschwur für Lehrer aus. Ferner war er gegen Diskriminierungen und für gerechte Arbeitsbedingungen. Im Jahr 1956 gewann er die internen Vorwahlen der Demokraten um die Kandidatur zum Gouverneur, nachdem der Amtsinhaber Paul L. Patterson verstorben war. In der Wahl schlug er Elmo Smith, den Senatspräsidenten, der den Posten bis zur Wahl kommissarisch geführt hatte.

## Gouverneur von Oregon
Robert Holmes trat sein neues Amt am 14. Januar 1957 an. Während seiner Zeit als Gouverneur versuchte er, die Regierung Oregons effizienter und bürgernäher zu machen. Er unterstützte den Ausbau der staatlichen Energieversorger und war Gegner der Todesstrafe. Im Gegensatz zu seinen Amtsvorgängern griff Holmes auf die Rücklagen des Staates zurück, um bildungspolitische und sozialpolitische Ziele verwirklichen zu können. Im Jahr 1958 verlor er die regulär anstehende Gouverneurswahl gegen Mark Hatfield, einen Republikaner. Damit schied er am 12. Januar 1959 aus seinem Amt.
Nach seiner politischen Karriere leitete er eine Fernsehsendung und war Mitglied in der Universitäts-Planungsbehörde des Staates Oregon. Er verstarb im Jahr 1976. Robert Holmes war mit Marie Hoy verheiratet, mit der er zwei Kinder hatte.